# Anton Olaj
Anton Olaj, slovenski policist, pravnik in veteran vojne za Slovenijo, * 24. oktober 1962, Novo mesto.
Olaj je bil dolgoletni načelnik Urada kriminalistične policije v Policijski upravi Novo mesto, katerega je vodil med letoma 1994 in 2006. Nato je bil direktor Policijske uprave Novo mesto od 1. februarja 2006 do 12. oktobra 2012. 8. junija 2020 je postal je postal državni sekretar na ministrstvu za notranje zadeve v 14. vladi Republike Slovenije, 29. januarja 2021 pa ga je imenovala na mesto generalnega direktorja policije.

## Življenjepis

### Izobraževanje in delo v izobraževanju
Diplomiral je na Pravni fakulteti v Ljubljani ter opravil znanstveni magisterij na Fakulteti za državne in evropske študije. Leta 2011 je na Evropski pravni fakulteti uspešno ubranil doktorsko disertacijo z naslovom Umestitev običajnih pravil občega mednarodnega prava v pravni red Republike Slovenije. Je habilitirani visokošolski predavatelj za predmetno področje "pravo". Je avtor več znanstvenih člankov iz področja mednarodnega javnega prava in ustavnega prava.
Mediji so obširno poročali, da je odstopil 15. marca 2010 zaradi objektivne odgovornosti glede prometne nesreče policista, v kateri je bila hudo ranjena nosečnica in je prišlo do proceduralnih napak s strani policistov, kar sam zanika.

### Policijski funkcionar
Olaj je bil s 15. marcem 2010 začasno napoten kot direktor Policijske uprave Novo mesto v vodstvo Policije v Ljubljano kot pomoč pri izvedbi nekaterih projektov. Nadomestil ga je Franc Zorc. Delodajalec ga je kasneje brez njegovega strinjanja premestil. Za takšno odločitev po prepričanju Olaja niso obstajali strokovni razlogi, zato je decembra 2010 na Delovnem in socialnem sodišču v Ljubljani zahteval preveritev pravne pravilnosti izdanega spornega sklepa. Sodišče je 2. aprila 2014 na prvi stopnji v delovnem sporu razsodilo, da je sporni sklep delodajalca o premestitvi Olaja nezakonit in ga razveljavilo. Temu je pritrdilo tudi Višje delovno in socialno sodišče 18. decembra 2014, ko je zavrnilo pritožbo pravobranilstva in potrdilo sodbo sodišča prve stopnje, ki je s tem postala pravnomočna.
Anton Olaj je zaključil delovno kariero v Policiji 12. oktobra 2012 in se kot direktor Policijske uprave Novo mesto upokojil. 
Vlada RS ga je z 8. junijem 2020 imenovala za državnega sekretarja na Ministrstvu za notranje zadeve. Arhivirano 2020-08-13 na Wayback Machine. S funkcije je bil razrešen 28. januarja 2021, ko je bil imenovan na mesto generalnega direktorja policije.